# Charles Anton Kaeselau
Karl (Charles) Anton Kaeselau, född 26 juni 1882 i Stockholm, död 25 juni 1972 i Boston, var en svensk-amerikansk målare och konstpedagog.
Han var son till köpmannen Jean Friedrich Kaeselau och Albertina Aquilina Bergström och från 1919 gift med Marguerite Benjamin. Kaeselau arbetade i sin ungdom som litograf vid Iduns tryckeri. Han for till England 1900 där han studerade konst vid Kensington School of Art innan han fortsatte sina studier några år vid Académie Julian i Paris. Han begav sig till Amerika 1908 där han under en tid studerade vid Art Institute of Chicago innan han bedrev privatstudier för Charles Webster Hawthorne och Joaquín Sorolla. För amerikanska statens räkning utförde han ett flertal fresker i Concord posthus. Han medverkade i ett stort antal utställningar i Amerika, de brittiska kolonierna och Australien. Han var representerad i den svensk-amerikanska utställningen i Göteborg 1923. Hans konst består av figurer, mariner, porträtt och vinterlandskap i olja eller akvarell. Vid sidan av sitt eget skapande var han verksam som lärare i målning och komposition vid Child Walker School of Art och The Stuart School of Deasign i Boston. Han drev under några år en egen målarskola i Provincetown, Massachusetts. Kaeselau är representerad vid Smithsonian American Art Museum, Boston Museum of Fine Arts, Whitney Museum of American Art i New York och Philips Memorial Gallery of Fine Arts i Washington.